# Officier de port
 (avril 2013).
Les officiers de port et officiers de port adjoints sont, en France, des fonctionnaires civils de l'État ayant une expérience maritime.

## Appellation
Anciennement, il existait un capitaine de port et des officiers de port. Les officiers étaient sous les ordres du capitaine de port. Un décret  21 décembre 2020 indique que  le corps des officiers de port comprend trois grades :
1° Un grade de capitaine de port hors classe, qui comporte cinq échelons ;
2° Un grade de capitaine de port de 1re classe, qui comporte six échelons ;
3° Un grade de capitaine de port de 2e classe, qui comporte huit échelons et un échelon de stage.
Le grade de capitaine de port hors classe a vocation à exercer des fonctions correspondant à un niveau particulièrement élevé de responsabilité.
L'officier de port adjoint  seconde l' officier de port dans l’exercice de ses fonctions et si nécessaire le supplée. Il est appelé lieutenant de port : lieutenant de port de 1re classe  ou lieutenant de port de seconde classe 

## Mission
Tous les ports ont une capitainerie, le « lieu de résidence » des officiers de port et des officiers de port adjoints.Les officiers de port exercent, dans les ports maritimes mais ils peuvent également exercer, dans les ports fluviaux, des attributions en matière de police de la navigation intérieure et de conservation du domaine public fluvial.
Les missions d'une capitainerie sont principalement celles attribuées aux officiers de port et officiers de port adjoints par le code des transports dont :
- Intervention en matière de police des ports.
- Régulation et fluidité du trafic portuaire.
- Sécurité des navires au port.
- Suivi et gestion réglementaire des matières dangereuses dans les ports Règlement pour le transport et la manutention des marchandises dangereuses dans les ports maritimes.
- Surveillance terrestre et maritime pour protéger l'intégrité des installations portuaires.
- Sécurité du personnel et usagers du port.
- Sécurité des marchandises et de l'environnement.
- Coordination des opérations de lutte contre les sinistres sur le domaine portuaire.
- Création et diffusion des informations destinées aux usagers des ports.
- Accomplissement des tâches de collaboration interne avec d'autres services portuaires.
- Collaboration avec d'autres administrations pour les besoins de leurs missions.
- Participation à des missions de sûreté.

## Officiers de port
Les officiers de port sont des fonctionnaires de catégorie A.

### Recrutement
- Par concours externe : six années de navigation à la mer, officier de marine ou titulaire d'un brevet de commandement de la Marine marchande (C1NM, C2NM, CLC, CMM).
- Par concours interne : cinq ans d'ancienneté dans le corps d'officier de port adjoint.
- au choix : pour les lieutenants de port réunissant certaines conditions notamment d'âge.

## Officier de port adjoints
Les officiers de port adjoints sont des fonctionnaires de catégorie B.

### Recrutement
En France, par concours externe : trois années de navigation à la mer, officier marinier au moins premier-maître et titulaire de certains brevets, ou officier de la Marine marchande titulaire d'un brevet Pont.